# Боблівська сільська рада (Турійський район)
| Боблівська сільська рада — адміністративно-територіальна одиниця та орган місцевого самоврядування у Турійському районі Волинської області з адміністративним центром у селі Бобли. Сільській раді підпорядковані населені пункти: - с. Бобли - с. Оса - с. Ревушки |

## Склад ради
Рада складається з 16 депутатів та голови.

### Керівний склад ради
| ПІБ                      | Основні відомості                                                 | Дата обрання | Дата звільнення |
| ------------------------ | ----------------------------------------------------------------- | ------------ | --------------- |
| Кисель Сергій Григорович | Сільський голова, 1966 року народження, освіта, безпартійний      | 26.03.2006   | 31.10.2010      |
| Кисель Сергій Григорович | Сільський голова, 1966 року народження, освіта вища, безпартійний | 31.10.2010   |                 |

Примітка: таблиця складена за даними джерела

## Загальні відомості
Історична дата утворення: в 1939 році. Водоймища на території, підпорядкованій даній раді: річки Турія, Срібниця.
В Боблівській сільській раді працює 2 школи: 1 початкова і 1 середня, 1 клуб, 1 бібліотека, 3 медичних заклада, 2 відділення зв'язку, 2 АТС на 100 номерів, 5 торговельних закладів.
Села сільської ради не газифіковані, крім с.Бобли. Дороги здебільшо з ґрунтовим покриттям. Стан доріг задовільний.

## Населення
Згідно з переписом УРСР 1989 року чисельність наявного населення сільської ради становила 1508 осіб, з яких 706 чоловіків та 802 жінки.
За переписом населення України 2001 року в сільській раді мешкали 1372 особи.

### Мова
Розподіл населення за рідною мовою за даними перепису 2001 року:
| Мова       | Відсоток |
| ---------- | -------- |
| українська | 99,57 %  |
| білоруська | 0,22 %   |
| російська  | 0,22 %   |